# Caramelo
El caramelo es un alimento preparado generalmente a base de azúcar fundido. El caramelo se consigue mediante la cocción de azúcares. Este puede consumirse tanto líquido (tal es el caso del caramelo que se añade por encima del flan, en este caso se denomina almíbar), como sólido.
El proceso de caramelización consiste en calentar el azúcar lentamente a unos 170 °C. A medida que el azúcar se calienta, las moléculas se descomponen y se vuelven a formar en compuestos con un color y sabor característicos.
Se elaboran una variedad de dulces, postre y aderezos con caramelo: crocantes, turrones, pralinés, flan, crème brûlée y manzanas acarameladas. Los helados a veces tienen sabor o contienen remolinos de caramelo.

## Etimología
La palabra española caramelo (siglo XVIII) fue tomada posiblemente del portugués caramelo. Lo más probable es que provenga del latín tardío calamellus 'caña de azúcar', un diminutivo de calamus 'caña, caña', a su vez del griego κάλαμος. Menos probable es que provenga de un latín medieval cannamella, de canna 'caña' + mella 'miel'. Finalmente, algunos diccionarios lo relacionan con un árabe kora-moħalláh 'bola de dulce'.

## Fabricación

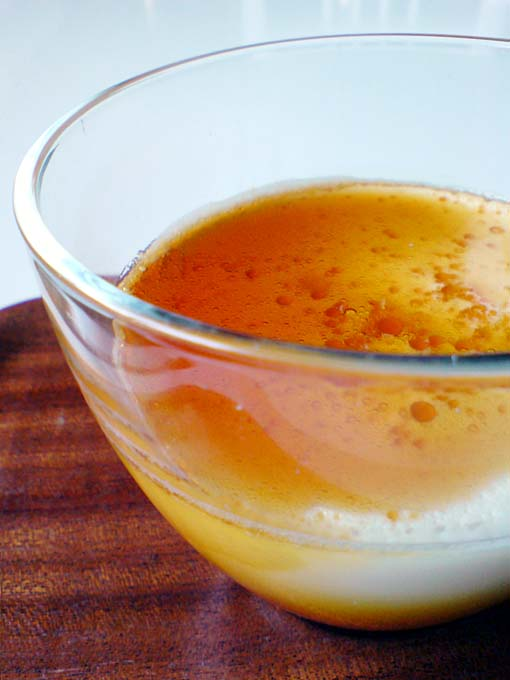
Capa de caramelo formada debido a la acción de las reacciones de Maillard

En la fabricación de caramelo se suelen usar como materias primas azúcar, glucosa y agua, que se combinan en las proporciones adecuadas para generar una consistencia (almíbar) que posteriormente se cuece a altas temperaturas. Una evaporación rápida produce la eliminación del agua presente en el jarabe cocido, quedando una pasta de caramelo que puede ser modelada en diferentes formas. El enfriamiento ulterior provoca la cristalización de la masa, formando el caramelo propiamente dicho al conferirle rigidez que lo hace apto para su empaquetado.
Dependiendo del solvente (agua o leche) y de la receta, el resultado final puede llamarse de una forma u otra. Cuando se hace con leche, la reacción con las proteínas de la misma genera compuestos orgánicos cíclicos que otorgan nuevos sabores, al darse la reacción de Maillard.
La textura final depende de la temperatura a la que se hierve el almíbar. La presencia de un soluto en un líquido hace que aumente su punto de ebullición, y por eso cuanto más porcentaje de azúcar haya disuelto, más aumentará la temperatura de ebullición. Pero cuando se calienta la mezcla, el agua hierve y se evapora, y por tanto aumenta la concentración de azúcar; esto hace que aumente más el punto de ebullición de la mezcla. Esta relación es predecible, y llevando la mezcla a una temperatura en concreto se consigue la concentración de azúcar deseada.
En general, a temperaturas más altas (mayor concentración de azúcar) quedan caramelos más duros y rígidos, mientras que las temperaturas más bajas producen caramelos más suaves. Es recomendable un termómetro para controlar la temperatura. Para más información sobre los puntos de ebullición y nombres, véase Almíbar.

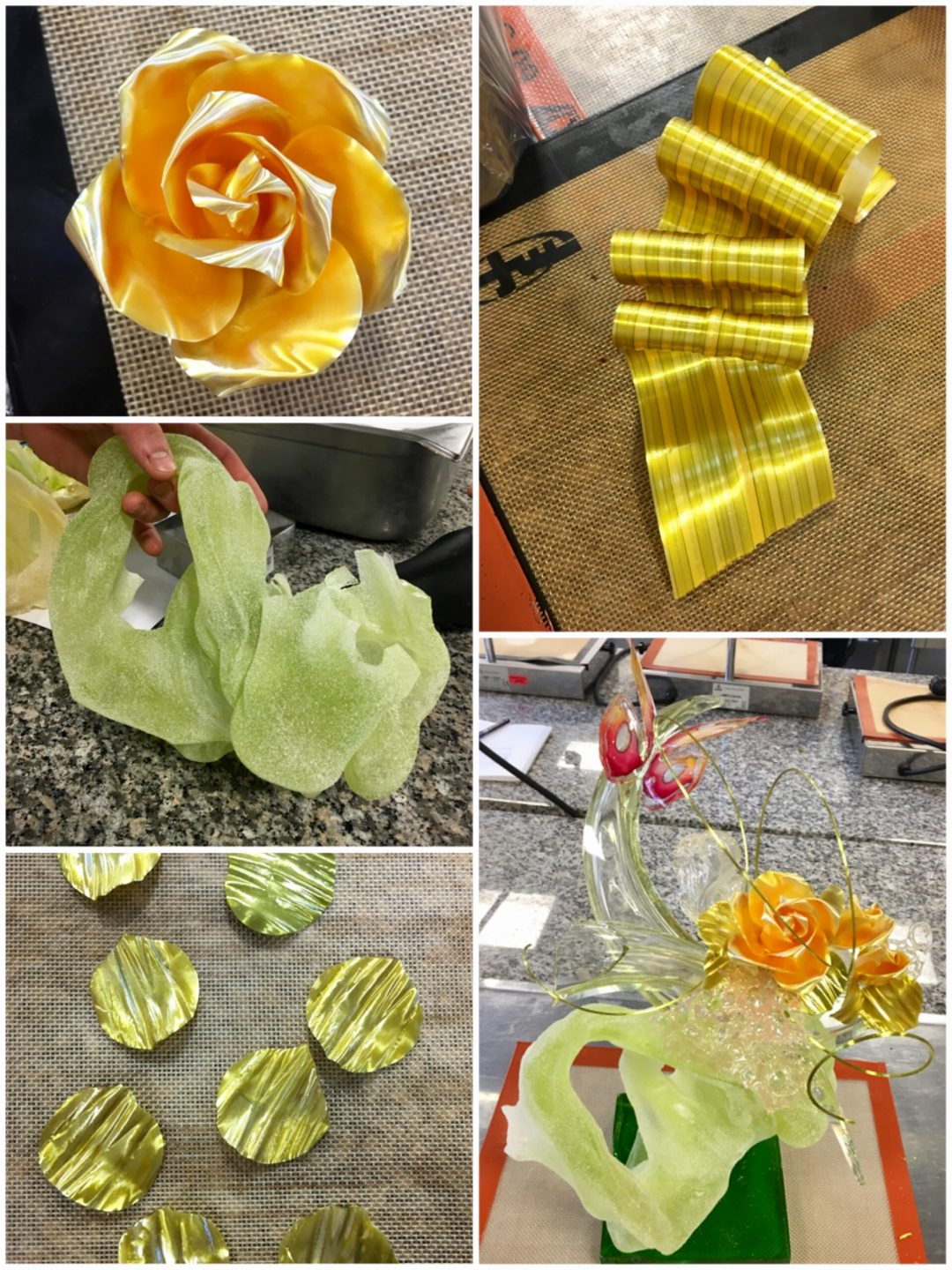
Diferentes decoraciones de azúcar.

Si el azúcar se funde solo (en seco), el caramelo resultante es bien coloreado (caramelo marrón) y se cocina rápidamente. Humedecer el azúcar antes de la cocción ralentiza el proceso de cocción y permite obtener un caramelo rubio ligeramente coloreado antes que el marrón. Una vez enfriado, el caramelo es muy rígido y quebradizo. Todavía caliente, se le puede dar forma y color para decorar pasteles.

## Historia

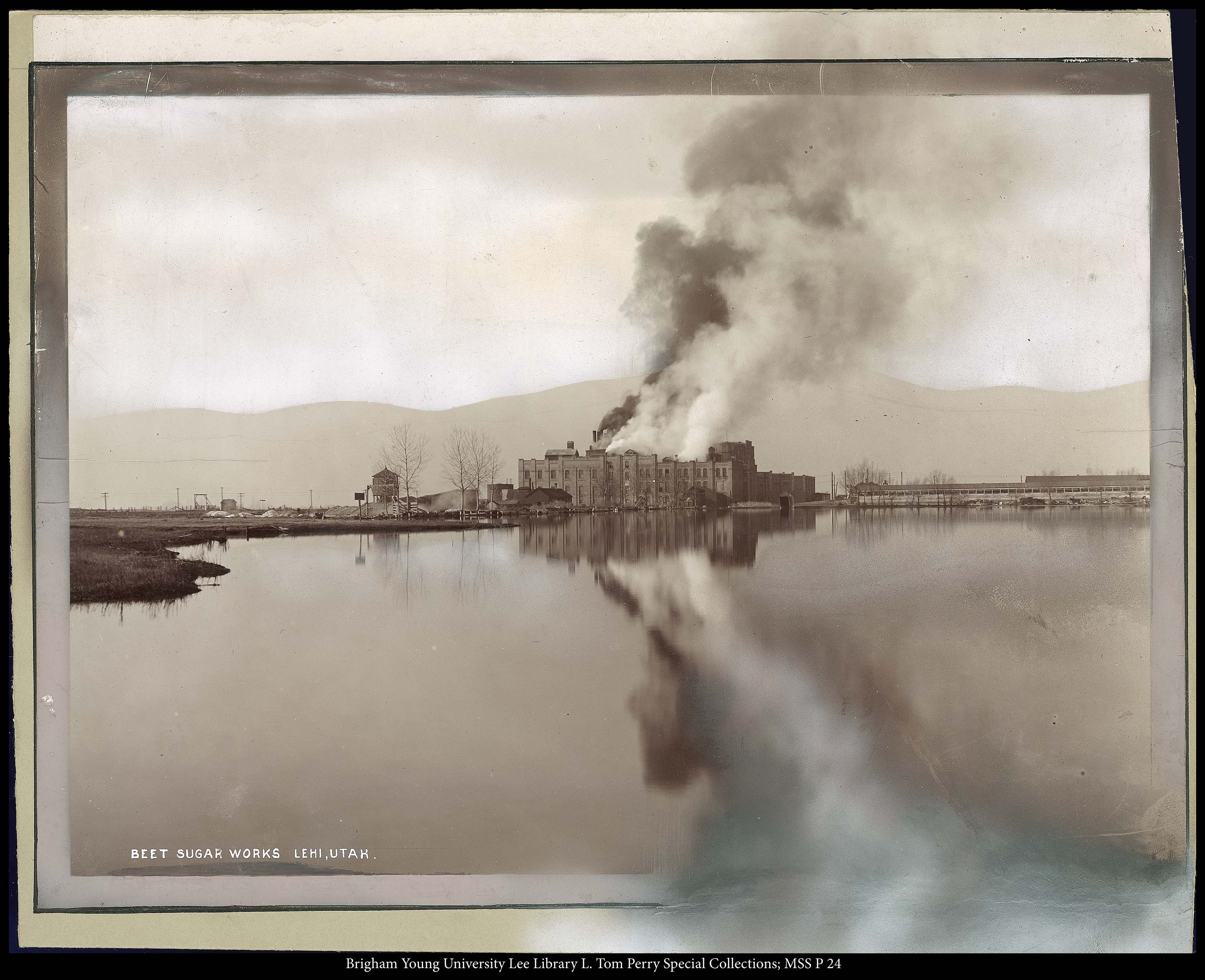
Una procesadora de remolacha azucarera en Lehi (Utah, Estados Unidos) c. 1880-1890.

Si bien no se conoce con certeza el origen histórico del caramelo, los pueblos árabes elaboraron su forma más básica por primera vez alrededor del año 1000 d. C., mezclando azúcar y agua para formar un líquido cristalizado. Primero se empleó en el ámbito de la belleza, para posteriormente convertirse en un dulce que se llamó simplemente «bola de dulce».
Los alimentos dulces se remontan a la prehistoria, cuando las personas consumían panales de miel y lamían la miel de las propias colmenas. Diferentes hallazgos arrojan que también se usó la miel como conservante en frutas, nueces u otros alimentos. Pueblos como los egipcios, los chinos, los indios, los habitantes de Oriente Medio, griegos y los romanos mezclaban dichos elementos con miel para elaborar dulces. Los primeros dulces pudieron consumirse con propósitos médicos para tratar problemas digestivos.
Con el paso de la Edad Antigua y el descubrimiento del procesamiento del azúcar este se convirtió en un recurso preciado. Durante la Edad Media los dulces de azúcar eran costosos y solo tenía acceso la clase pudiente. Más allá del uso médico, el caramelo se desarrolló como una sustancia para dotar de energía rápida a los comerciantes que transitaban largas travesías. No fue hasta la segunda mitad del siglo XIX que los caramelos se abarataron gracias a la producción industrial y al uso de una nueva especie para producir el azúcar, la remolacha azucarera.

## Elaboraciones

### Salsa de caramelo

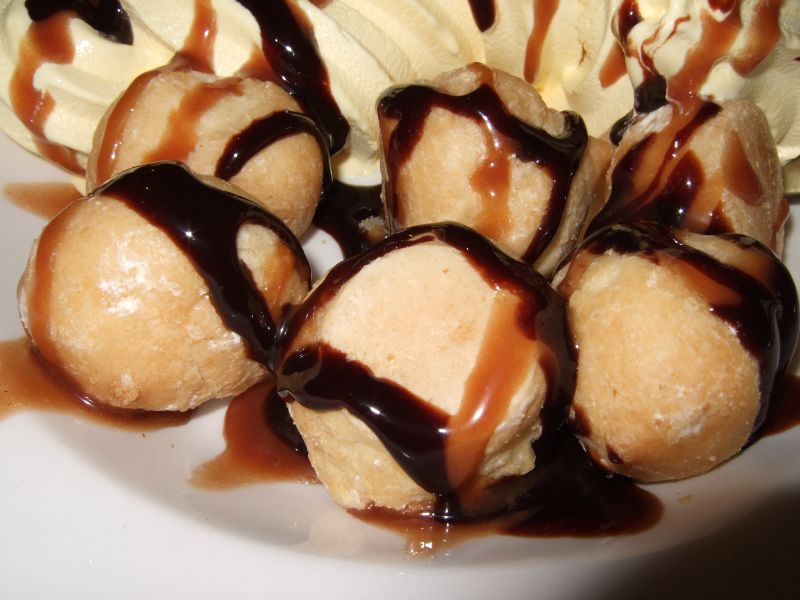
Profiteroles con salsa de chocolate y caramelo.

La salsa de caramelo se elabora mezclando azúcar caramelizada con nata. Dependiendo del uso previsto, se pueden utilizar ingredientes adicionales como mantequilla, purés de frutas, licores o vainilla. La salsa de caramelo se usa en una variedad de postres, especialmente como cobertura para helados, tostadas, crepes o galletas. Cuando se usa para crema de caramelo o flan, se conoce como caramelo transparente y solo contiene azúcar caramelizada y agua. La salsa de caramelo se hace con azúcar morena, mantequilla y crema. Tradicionalmente, el caramelo duro es más acorde para esta elaboración.

### Caramelos de azúcar

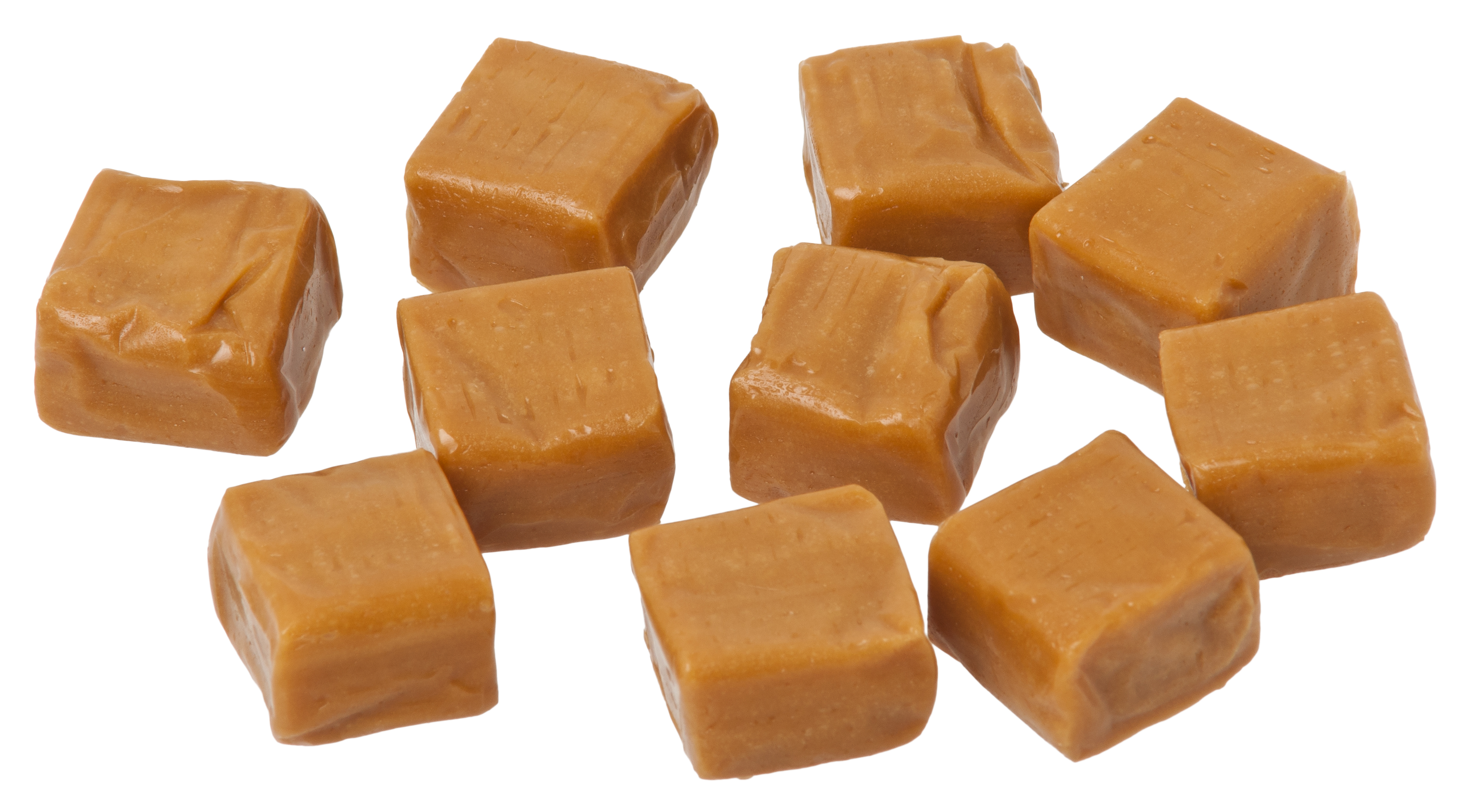
Caramelo de leche fabricado en forma de caramelos en cubos, ya sea para comer o para fundir.

Los dulces de caramelo, o simplemente «caramelos», a veces llamados «toffee» (aunque esto también se refiere a otros tipos de dulces), son dulces blandos, densos y masticables que se elaboran hirviendo una mezcla de leche o crema, azúcar(es), glucosa, mantequilla y vainilla (o aroma de vainilla). El azúcar y la glucosa se calientan por separado para alcanzar los 130 °C; luego se agrega la crema y la mantequilla que enfría la mezcla. Luego, la mezcla se agita y se recalienta hasta que alcanza los 120 °C. Al finalizar la cocción, se agrega vainilla o cualquier saborizante adicional y sal. Agregar la vainilla o los saborizantes antes daría como resultado que se quemen a altas temperaturas. Agregar sal antes en el proceso daría como resultado la inversión de los azúcares a medida que se cocinan.
Alternativamente, todos los ingredientes se pueden cocinar juntos. En este procedimiento, la mezcla no se calienta por encima de la etapa de bola firme (120 °C), por lo que se produce la caramelización de la leche. Esta temperatura no es lo suficientemente alta para caramelizar el azúcar y este tipo de dulces se suele llamar caramelo de leche o caramelo de nata.
A pesar de tener una consistencia ligeramente blanda y ser masticables pueden llegar a arrancar los empastes de los dientes. Es por ello que en Venezuela se los conoce con el nombre coloquial de sacamuelas.

### Caramelo salado

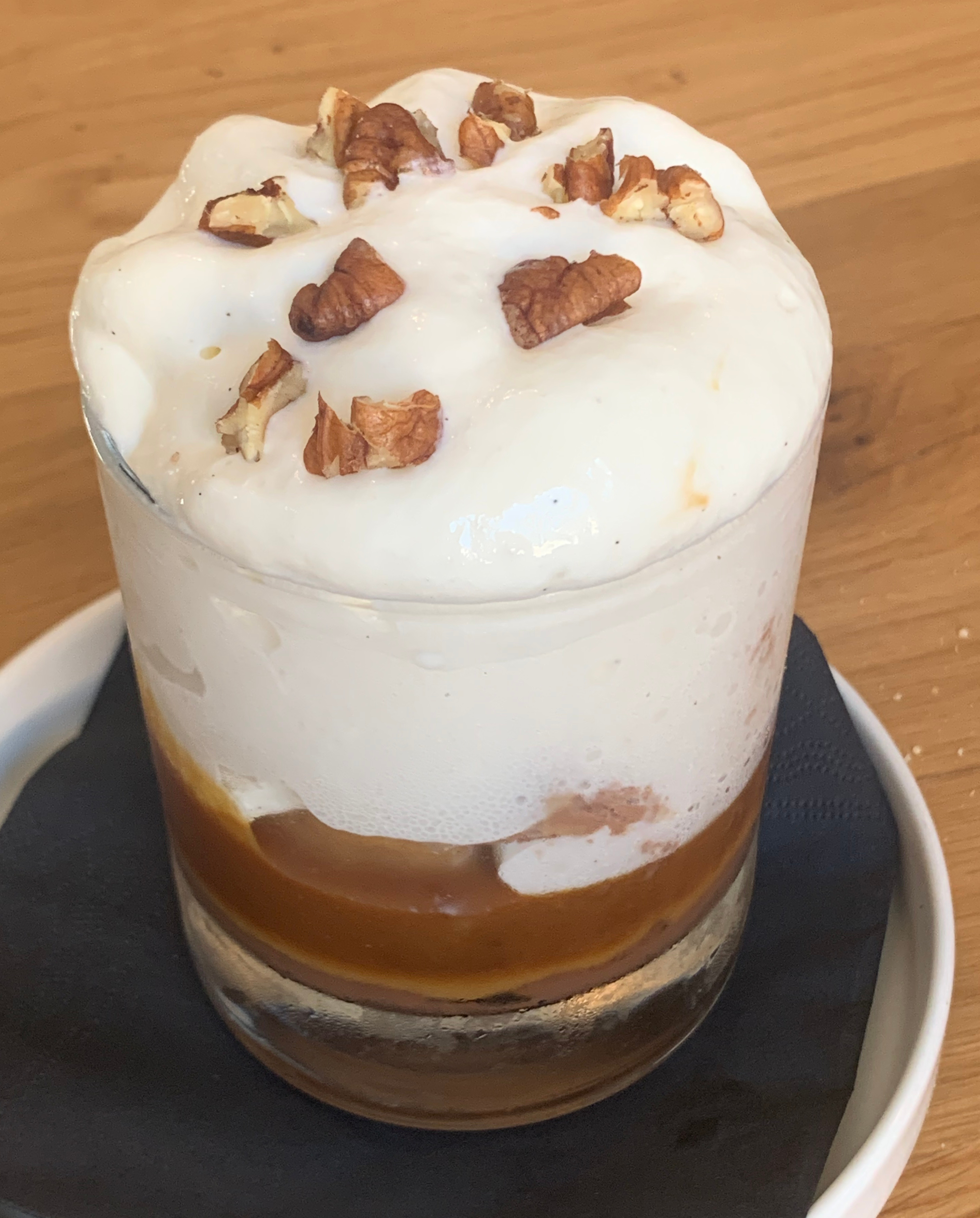
Un dulce de chocolate con caramelo de mantequilla salada (en francés, caramel au beurre salé).

El caramelo salado fue popularizado en 1977 por el pastelero francés Henri Le Roux en Quiberon (Bretaña) en forma de caramelo de mantequilla salada con nueces trituradas (caramel au beurre salé), utilizando mantequilla bretona demi-sel. Fue nombrado «Mejor confitería de Francia» (Meilleur Bonbon de France) en el Salon International de la Confiserie de París en 1980. Le Roux registró la marca «CBS» (caramel au beurre salé) un año después.
A finales de la década de 1990, el pastelero parisino Pierre Hermé introdujo sus macarrones de mantequilla salada y caramelo y, en el año 2000, los chefs de alta gama comenzaron a añadir un poco de sal a los platos de caramelo y chocolate. En 2008 entró en el mercado de masas, cuando Häagen-Dazs y Starbucks empezaron a venderlo.
Aunque originalmente se utilizaba en los postres, el caramelo se ha utilizado ampliamente en otros ámbitos, como en el chocolate caliente y en bebidas alcohólicas como el vodka. Su popularidad puede deberse a sus efectos en el sistema de recompensa del cerebro humano, lo que provoca una «escalada hedónica».

### Helado

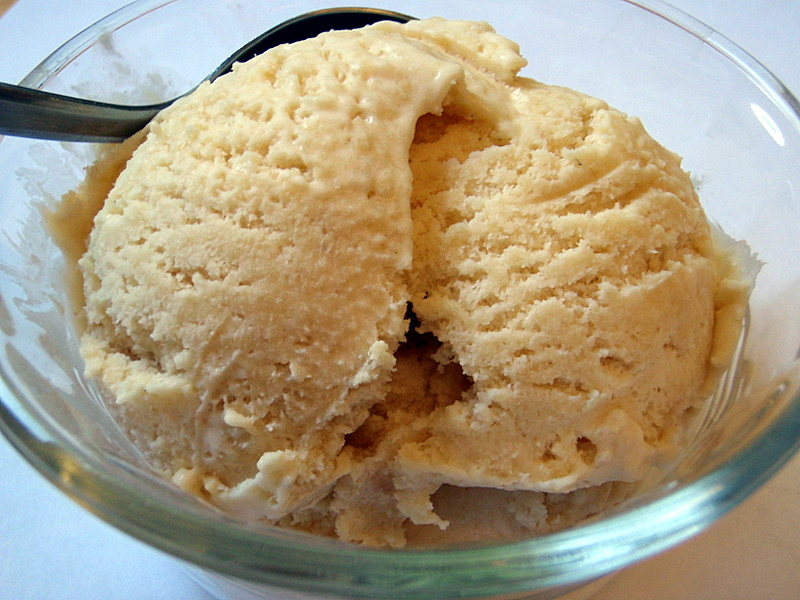
Helado de pera y caramelo.

De acuerdo a datos de 2022, el helado de caramelo es el noveno sabor de helado más popular en Estados Unidos, por detrás del toffee, elaborado a partir de caramelo. La receta puede variar, pero es habitual emplear «caramelo rubio», que se puede adquirir hirviendo a fuego lento agua con azúcar. Al batir, templarlo y mezclarlo con leche hervida se obtiene una base que posteriormente se le añade a huevos batidos con azúcar y nata. Cocinando en un cazo esta combinación forma una crema consistente que al congelarse toma la consistencia del helado. Otra preparación consiste en mezclar el caramelo rubio con crema inglesa. La diferencia de temperatura entre el caramelo (200 °C) y la crema (90 °C) provoca que cuaje el caramelo, lo que consigue la solidez adecuada para el helado.

## Color caramelo en los alimentos

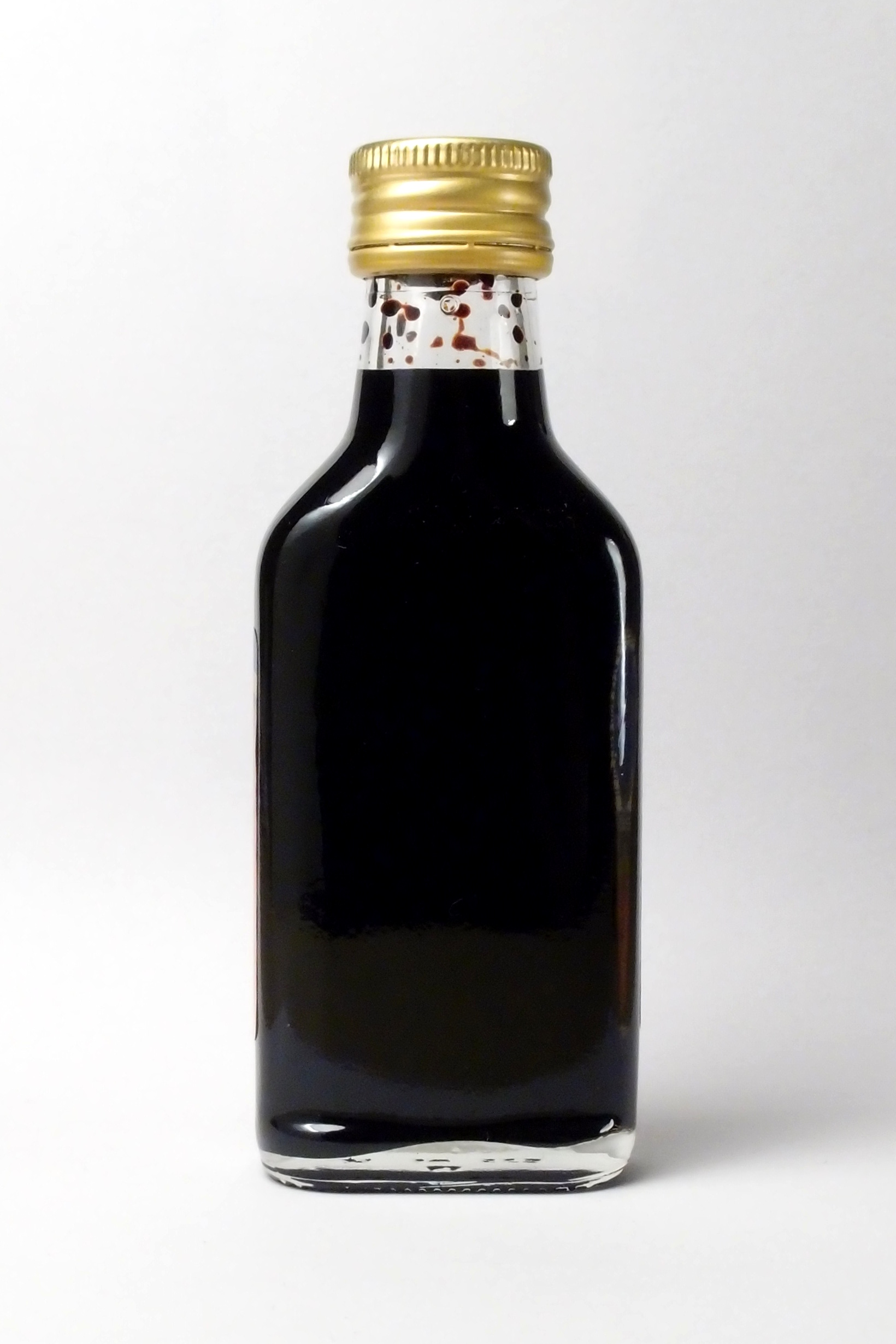
Una botella de colorante alimentario de color caramelo.

El colorante caramelo, un líquido oscuro y amargo, es el producto altamente concentrado de la caramelización casi total, utilizado comercialmente como colorante de alimentos y bebidas, por ejemplo, en la cola. También se usa en salsas como la Worcestershire o la salsa de soya.
No aporta sabor, sino que solo actúa como un agente colorante. La mayor parte del color caramelo comercial se obtiene a partir del jarabe de maíz. Es el colorante más utilizado en la industria alimentaria, ya que representa más del 90 % del total de los añadidos.

## Química
La caramelización es la eliminación de agua de un azúcar, procediendo a la isomerización y polimerización de los azúcares en varios compuestos de alto peso molecular. Pueden crearse compuestos tales como anhídrido de difructosa a partir de los monosacáridos después de la pérdida de agua. Las reacciones de fragmentación dan como resultado compuestos de bajo peso molecular que pueden ser volátiles y contribuir al sabor. Las reacciones de polimerización conducen a compuestos de mayor peso molecular que contribuyen al color marrón oscuro.
En las recetas modernas y en la producción comercial, se agrega glucosa (de jarabe de maíz o trigo) o azúcar invertido para evitar la cristalización, constituyendo del 10 % al 50 % de los azúcares en masa. Los "caramelos húmedos" elaborados calentando sacarosa y agua en lugar de sacarosa sola producen su propio azúcar invertido debido a la reacción térmica, pero no necesariamente lo suficiente para evitar la cristalización en las recetas tradicionales.

## Consumo
En 2020 América del Norte fue el principal consumidor global de caramelo. Esto se debe al creciente consumo confituras y comidas preparadas, que aumentan su demanda. Ese mismo año, el 30 % de la producción de caramelo se dedicó a dicho sector, en tanto que el 25 % se destinó a los postres congelados, el 20 % a brebajes y el 15 % a snacks. Sabores relacionados al caramelo que estuvieron en alza en 2023 incluyen la cerveza, el helado, las bayas y el wiski.